# Kabakovits József
Kabakovits József (Budapest, 1886. március 16. – Budapest, 1962. december 28.) magyar ügyvéd, újságíró, lapszerkesztő, politikus.

## Életpályája
Elemi és középiskolai tanulmányait Budapesten végezte el. Érettségi után a budapesti tudományegyetemen tanult. Jogtudományi doktorátust, majd ügyvédi és bírói oklevelet szerzett.
1914-ben kapcsolatba került a szabadkőműves mozgalommal, a Corvin Mátyás Páholy tagja lett a szabadkőművesség 1920-as betiltásáig.
1923-ig törvényszéki bíróként dolgozott; nyugdíjaztatta magát; ügyvédi gyakorlatot folytatott. 1925-ben bekapcsolódott a közéletbe; beválasztották Budapest törvényhatósági bizottságába. Részt vett a II. kerület Munkásgimnázium és a Szabad Líceum budai osztályának megalakításában és – 15 évig – vezetésében. 10 éven át felügyelte a Világ című napilap írásait. Előbb a Nemzeti Demokrata Polgári Párt, később a Polgári Szabadságpárt tagja volt. Két alkalommal elindult az országgyűlési választásokon: 1935-ben a Szabadelvű és Demokratikus Ellenzék budapesti listáján, 1939-ben a Polgári Szabadságpárt budai és Buda környéki listáján szerepelt a neve, de egyik esetben sem került be a törvényhozásba. 1943–1944 között részt vett a Supka Géza irányította Szabadság, Emberség, Magyarság (SZEM – mozgalom) antifasiszta csoport tevékenységében.
1945-től a Polgári Demokrata Párt tagja, a budapesti szervezés irányítója volt. Még abban az évben a párt főügyésze lett, júliusban pedig a XI. kerületi szervezet elnökévé választották. 1945. április 2-től Budapest képviseletében lett az Ideiglenes Nemzetgyűlés tagja. 1945. november 4-én, a nemzetgyűlési választásokon a Polgári Demokrata Párt (1940) (PDP) listáján indult, de nem tudta megőrizni mandátumát. 1945–1949 között a fővárosi törvényhatósági bizottság tagja volt. 1946–1947 között a Polgári Demokrata Párt (1940) (PDP) egyik alelnöke volt. 1947. augusztus 31-én a Polgári Demokrata Párt (1940) (PDP) Fejér és Komárom-Esztergom vármegyei választókerületben országgyűlési képviselővé választották. 1947-ben a Fáklya című lap felelős szerkesztője volt. 1948. májusában a Polgári Demokrata Párt (1940) (PDP) és a Magyar Radikális Párt közötti megállapodás értelmében a két pártot irányító egyeztető tanácsban a PDP egyik képviselője. 1949. március 10-én bejelentette kilépését a polgári demokratáktól. Mandátumának lejárata után teljesen visszavonult az aktív politizálástól.

## Családja
Kispolgári családból származott. Szülei Kabakovits György fodrász és Kopasz Anna háztartásbeli voltak. Testvérei: Kabakovits Rezső fodrász, Kabakovits Lujza és Kabakovits Anna háztartásbeli volt. Budapesten házasságot kötött Vavrinecz Mártával. Gyermeke nem született.
Temetése a Farkasréti temetőben történt.